# Zuidelijk rioolgemaal
Het Zuidelijk rioolgemaal, gelegen aan de Geregracht 50 in de Nederlandse stad Leiden, is in 1935 gebouwd als pompgebouw in combinatie met een transformatorstation en urinoir. Het is aangewezen als beschermd gemeentelijk monument. Met de spitse topgevels en hoog opgaande smalle ramen en metselwerk herinnert het pompgebouw aan de Amsterdamse School. Twee van de drie bouwlagen bevinden zich onder de grond. De naastgelegen oorspronkelijke bergkelders voor rioolwater zijn in 1986 vernieuwd en in 2012 uitgebreid. Het urinoir is dichtgemetseld.
Ongeveer op de plaats van het Zuidelijk Rioolgemaal stond tot 1904 molen De Oranjeboom op de vestwal.

## Geschiedenis
De stad Leiden heeft honderden jaren geworsteld met de vervuiling van de grachten. Die vervuiling ontstond door de lozing van industrieel en van huishoudelijk afvalwater. Ondanks het doorspoelen van de grachten leidde de vorming van rottend bagger tot veel stankoverlast. Pas in de 20ste eeuw werd overgegaan tot de aanleg van een afzonderlijk rioleringsstelsel, vaak gecombineerd met de demping van de (stinkende) grachten. Met behulp van het Noordelijk Rioolgemaal aan de Maresingel (gebouwd in 1928) werd het (ongezuiverde) rioolwater actief buiten de stad geloosd (op de Slaagsloot). In 1939 kwam daar aan het toenmalige Zwarte Pad ook de eerste rioolwaterzuiveringsinstallatie in bedrijf.
De drijvende kracht binnen de dienst Gemeentewerken bij de verbetering en uitbreiding van het rioolstelsel was ir. Johan Emilius de Meyier (Rambatan, 11 maart 1880 - Leiden, 17 januari 1959). Hij was per 1 oktober 1925 aangenomen om de aanbevelingen uit 1922 van het Haagse ingenieursbureau van ir. F.C.J. van den Steen van Ommeren uit te werken en te doen realiseren. Door discussie over de locatie en het benodigde budget bleef besluitvorming over de totstandkoming van het Zuidelijk Rioolgemaal lang uit. Behalve de noodzaak om de riolering te verbeteren, en de wens het Levendaal te kunnen dempen (daarvoor was een goed functionerend riool vereist), werd uiteindelijk ook de bevordering van de werkgelegenheid (het was crisistijd met veel werkloosheid) als argument gehanteerd.
In 1935 werd het bestek gepubliceerd waarin aannemers werden uitgenodigd om een offerte in te dienen voor het bouwen van het Zuidelijk Rioolgemaal met onderbouw van gewapend beton, een urinoir en 10 m stamriool. In beginsel mochten uitsluitend Leidse werklieden worden ingeschakeld door bemiddeling van de Gemeentelijke- en Districts-arbeidsbeurs. Ook het vervoer van zand en de besturing van de benodigde voertuigen op het werkterrein mocht uitsluitend gebeuren door Leidenaren. De aanbesteding vond plaats op 28 mei 1935.
Niet duidelijk is wie verantwoordelijk is voor het ontwerp van het pompgemaal. Mogelijk is het een samenwerking geweest tussen genoemde J.E. de Meyier voor de technische installaties en J. Neisingh, die in die tijd werkzaam was als architect van Gemeentewerken.
Aan de overzijde van de Zoeterwoudse Singel aan de Lammenschansweg werd in 1972 nog een rioolgemaal in dienst genomen, dat het rioolwater door een 100 cm dikke pijp naar de waterzuiveringsinstallatie aan de Voorschoterweg pompt. Met een maximale capaciteit van 1800 kuub per uur nam dit geleidelijk het werk van het rioolgemaal aan de Geregracht over. Dat werd alleen nog in bijzondere situaties bijgeschakeld, zoals bij grote wolkbreuken.
Nadat in 1986 in de bergkelders nieuwe pompen werden aangebracht verloor het pompgebouw zijn oorspronkelijk functie. Het werd gedurende enige tijd gebruikt als werkruimte van de Archeologische Werkgemeenschap voor Nederland (A.W.N.), afdeling Rijnstreek.
Vanwege de ontwikkeling van de aangrenzende locatie Lorentzhof besloot de gemeente tot verplaatsing van het rioolgemaal Lammenschansweg naar het terrein van het oorspronkelijke gemaalgebouw aan de Geregracht 50. De verplaatsingskosten voor het gemaal bedroegen € 1,5 mln. De realisatie vond plaats in 2011 - 2012 door Van der Linden Pomptechniek en Processing. Bij de renovatie en uitbreiding van de capaciteit werd het pompgebouw weer in zijn oorspronkelijke functie hersteld. In overleg met de afdeling Monumenten & Archeologie werd het Zuidelijk rioolgemaal daarbij in de stijl van de jaren ’30 teruggebracht. Op 11 oktober 2012 heeft wethouder Frank de Wit het gemaal officieel in gebruik genomen.

## Dakpannen
Het pompgebouw is gedekt met de zgn. stormpan, een bijzonder type dakpan, dat ten tijde van de bouw al niet meer courant was en alleen op bestelling werd geleverd. Voor de vervanging van kapotte pannen is inmiddels gebruikgemaakt van een partij "sloop"pannen in een iets soberdere uitvoering (roodbakkend, ongeglazuurd) dan aanwezig.